# Vysoké Mýto-Město
Vysoké Mýto-Město (německy Hohenmauth-Altstadt) je část města Vysoké Mýto v okrese Ústí nad Orlicí. V roce 2009 zde bylo evidováno 261 adres. V roce 2001 zde trvale žilo 714 obyvatel.
Vysoké Mýto-město leží v katastrálním území Vysoké Mýto o výměře 27,55 km2.